# Nógrádszenna
Nógrádszenna (szlovákul: Senné) község Szlovákiában, a Besztercebányai kerületben, a Nagykürtösi járásban.

## Fekvése
Nagykürtöstől 20 km-re északkeletre, a Tiszovnyik patak partján fekszik.

## Története
1249-ben "Seyna" néven említik először. 1269-ben "Szena", "Szenna" alakban szerepel. A 13. századtól 1554-ig mezőváros, majd 1593-ig a török hódoltság része volt. A felszabadítás után a divényi, majd a kékkői váruradalom része. A 18. században sörfőzde működött a községben. 1828-ban 47 házában 359 lakos élt. Lakói főként mezőgazdasággal foglalkoztak, de sokan a közeli bányákban dolgoztak.
Vályi András szerint "SZENNA. Tót falu Nógrád Várm. földes Urai G. Zichy, és Gr. Balassa Uraságok, lakosai katolikusok, és evangelikusok, fekszik Felső Tisovnyikhoz nem meszsze, mellynek filiája; határja is hozzá hasonlító."
Fényes Elek szerint "Szenna, hajdan Szejna, most tót falu, Nógrád vmegyében, régenten mezőváros volt, 10 kathol., 364 evang. lak. Evang. anyatemplom. Határa kősziklás, hegyes, erdős, sok hüvelyes veteményt (ázalék) termeszt. F. u. gr. Zichy, b. Balassa. Ut. p. Gács."
A község területén feküdt a középkori Miletinc falu, melyet 1469-ben említenek Miletincz néven. 1554 és 1593 között a török hódoltsághoz tartozott. A 17. század végén teljesen elnéptelenedett, de a 18. század elején újratelepítették. 1763-ban 2 jobbágytelke volt. 1828-ban 2 házában 12 lakos élt.
A trianoni békeszerződésig Nógrádszenna területe Nógrád vármegye Gácsi járásához tartozott. 1934-ben hirtelen felindulásból történt gyilkosság a faluban.

## Népessége
| Év:            | 1994. | 2004.   | 2014.   | 2024.    |
| -------------- | ----- | ------- | ------- | -------- |
| Emberek száma: | 240   | 231     | 229     | 194      |
| Eltérés:       |       | -3,75 % | -0,86 % | -15,28 % |

| Év:            | 2023. | 2024.   |
| -------------- | ----- | ------- |
| Emberek száma: | 190   | 194     |
| Eltérés:       |       | +2,10 % |

1880-ban 311 lakosából 4 magyar, 1 német és 288 szlovák anyanyelvű volt. Ebből 283 evangélikus, 24 római katolikus és 4 izraelita vallású volt.
1890-ben 346 lakosából 11 magyar és 335 szlovák anyanyelvű volt.
1900-ban 336 lakosából 17 magyar, 2 német és 306 szlovák anyanyelvű volt. Perényesen 120 szlovák és 1 magyar anyanyelvű élt.
1910-ben 314 lakosából 20 magyar, 276 szlovák és 18 egyéb anyanyelvű volt. Ebből 281 evangélikus, 27 római katolikus és 6 izraelita vallású volt.
1921-ben 269 lakosa mind csehszlovák volt. Ebből 239 evangélikus, 23 római katolikus és 7 izraelita vallású volt.
1930-ban 300 lakosából 1 magyar és 299 csehszlovák volt. Ebből 236 evangélikus, 60 római katolikus és 4 izraelita vallású volt.
1970-ben 294 lakosa mind szlovák volt.
1980-ban 248 lakosából 243 szlovák és 5 ismeretlen nemzetiségű volt.
1991-ben 223 lakosából 222 szlovák és 1 ismeretlen nemzetiségű volt. Ebből 145 evangélikus, 61 római katolikus, 12 nem vallásos és 5 egyéb vallású volt. Perényesen 27 szlovák élt.
2001-ben 263 lakosából 249 szlovák, 13 cigány és 1 ismeretlen nemzetiségű volt.
2011-ben 222 lakosából 208 szlovák, 12 cigány és 2 ismeretlen nemzetiségű volt. Ebből 121 evangélikus, 88 római katolikus, 1 metodista, 8 nem vallásos és 4 ismeretlen vallású volt.

## Nevezetességei
- Evangélikus temploma

## Külső hivatkozások
- Községinfó
- Nógrádszenna Szlovákia térképén
- E-obce.sk Archiválva 2007. október 26-i dátummal a Wayback Machine-ben